# James Fox
James Fox, född 19 maj 1939 i London, är en brittisk skådespelare och yngre bror till Edward Fox samt farbror till Emilia Fox.
Fox gjorde sina första filmer som barnskådespelare redan som tioåring. Efter ett nästan tioårigt uppehåll kom nästa film 1962 och han spelade sedan väluppfostrade, förfinade, ibland dekadenta unga män. År 1970 lämnade han skådespelaryrket och blev istället aktiv i den kristna organisationen Navigatörerna. Efter nio år återvände han till filmen.

## Filmografi i urval
- Familjen Miniver (1950)
- Jag stal en miljon (1951)
- Långdistanslöparen (1962)
- Betjänten (1963)
- Dessa fantastiska män i sina flygande maskiner (1964)
- Den djävulska jakten (1966)
- Moderna Millie (1967)
- 1967 – Arabella
- Isadora (1968)
- Greystoke: Legenden om Tarzan, apornas konung (1984)
- En färd till Indien (1984)
- Mullvaden (1986)
- Ryska huset (1990)
- Patrioter (1992)
- Återstoden av dagen (1993)
- Anna Karenina (1997)
- Mickey Blue Eyes (1999)
- Sexy Beast (2000)
- 2001 – En försvunnen värld (Miniserie)
- Prinsen & jag (2004)
- Kalle och chokladfabriken (2005)
- Sherlock Holmes (2009)
- W.E. (2011)